# (185) Eunike
(185) Eunike ist ein Asteroid des mittleren Hauptgürtels, der am 1. März 1878 vom deutsch-US-amerikanischen Astronomen Christian Heinrich Friedrich Peters am Litchfield Observatory in New York entdeckt wurde.
Der Asteroid wurde benannt nach Eunike, einer der Nereiden, deren Name „glücklicher Sieg“ bedeutet, und zum Gedenken an den Frieden von San Stefano, der von Russland und der Türkei zwei Tage nach der Entdeckung des Asteroiden im türkischen Dorf Yeşilköy (bis 1926: San Stefano) geschlossen wurde und den Russisch-Osmanischen Krieg (1877–1878) beendete. Der Friedensvertrag brachte den Russen enorme Vorteile.

## Wissenschaftliche Auswertung
Aus Ergebnissen der IRAS Minor Planet Survey (IMPS) wurden 1992 erstmals Angaben zu Durchmesser und Albedo für zahlreiche Asteroiden abgeleitet, darunter auch (185) Eunike, für die damals Werte von 157,5 km bzw. 0,06 erhalten wurden. Eine Auswertung von Beobachtungen durch das Projekt NEOWISE im nahen Infrarot führte 2011 zu vorläufigen Werten für den Durchmesser und die Albedo im sichtbaren Bereich von 158,5 km bzw. 0,06. Nach neuen Messungen wurden die Werte 2014 auf 159,8 oder 160,5 km bzw. 0,06 korrigiert. Nach der Reaktivierung von NEOWISE im Jahr 2013 und Registrierung neuer Daten wurden die Werte 2015 zunächst mit 168,1 km bzw. 0,05 angegeben und dann 2016 erneut korrigiert zu etwa 145 km bzw. 0,07, diese Angaben beinhalten aber alle hohe Unsicherheiten.
Photometrische Beobachtungen von (185) Eunike erfolgten erstmals am 5. und 6. Januar 1977 am La-Silla-Observatorium in Chile. Es konnte nur eine unvollständige Lichtkurve erfasst werden, woraus für die Rotationsperiode ein wahrscheinlicher Wert von 10,83 h abgeleitet wurde. Eine erneute Messung erfolgte erst vom 28. April bis 10. Mai 2010 am Shadowbox Observatory in Indiana. Hier wurde für die gewonnene Lichtkurve eine besser passende Rotationsperiode von 11,20 h angenommen.
Allerdings wurde diese Beobachtung schon kurz darauf kritisch revidiert und die Rotationsperiode zu einem Wert von 14,56 h neu bewertet. Allerdings gab es auch Annahmen, dass die Rotationsperiode ebenso bei 21,80 h liegen könnte und die Beobachtungsdaten von 2010 ließen sich auch problemlos einer solchen Periode zuweisen. Daher wurden vom 21. Juni bis 10. August 2011 neue photometrische Messungen am Organ Mesa Observatory in New Mexico durchgeführt, die zusammen mit den früheren Daten eindeutig auf eine Rotationsperiode von 21,797 h hin ausgewertet wurden, alle kürzeren Perioden konnten dagegen ausgeschlossen werden. Dieser Wert konnte auch durch eine weitere Beobachtung vom 3. November bis 5. Dezember 2012 am Riverland Dingo Observatory (RDO) in Australien bestätigt werden, wo ein Wert von 21,7767 h bestimmt wurde.
Eine ausführliche Untersuchung im Jahr 2014, bei der alle zuvor durchgeführten photometrischen Messungen aus den Jahren 1977 bis 2012 noch durch weitere Beobachtungen vom 16. Januar bis 4. Mai 2014 ergänzt wurden, führte zu einer abgeleiteten Rotationsperiode von 21,812 h. Kürzere Perioden wurden ausgeschlossen, nur der doppelte Wert von 43,622 h schien noch möglich zu sein, wurde aber als sehr unwahrscheinlich bewertet. Stattdessen erschien es eher so, als ob (185) Eunike zwei Hemisphären mit sehr unterschiedlicher Albedo besäße, ähnlich wie es bei (4) Vesta festgestellt worden war. Eine Beobachtung von (185) Eunike durch erdgebundene Teleskope mit adaptiver Optik wurde daher als sinnvoll vorgeschlagen. Aus der Vielzahl von Lichtkurven für den Asteroiden konnten auch durch die Methode der komplexen Inversion zwei alternative Lösungen für die Position der Rotationsachse mit einer mittleren Rotationsperiode von 21,8063 h berechnet und ein Gestaltmodell des Asteroiden erstellt werden.
Abschätzungen von Masse und Dichte für den Asteroiden (185) Eunike aufgrund von gravitativen Beeinflussungen auf Testkörper hatten in einer Untersuchung von 2012 eine Masse von etwa 3,56·1018 kg ergeben, was mit einem angenommenen Durchmesser von etwa 161 km zu einer Dichte von 1,64 g/cm³ führte bei einer Porosität von 27 %. Diese Werte besitzen eine hohe Unsicherheit im Bereich von ±73 %.